# ستاد تبلیغات جنگ
ستاد تبلیغات جنگ سازمانی بود، که در ابتدا در دفتر خبرگذاری ایرنا که در آن دوران خبرگزاری پارس نام داشت تأسیس شد این سازمان زیر نظر مستقیم شورای عالی دفاع ملی تأسیس شد.نام این ستاد در ابتدا، ستاد تبلیغات شورای عالی دفاع نام داشت. ولی بعد از آن در تاریخ ۲۶ اردیبهشت سال ۱۳۶۰ با انتشار اطلاعیه ای نام خود را به ستاد تبلیغات جنگ تغییر داد.
متن اطلاعیه ستاد تیلیغات جنگ وابسته به دفتر فرماندهی کل قوا به این شرح است:
با توجه به منع قانونی ادامه کار ستاد تبلیغات شورای عالی دفاع تحت نام سابق خود واهمیت ولزوم ادامه هماهنگی تبلیغات وخبر رسانی مربوط به جنگ در جلسه ۲۵اردیبهشت سال ۱۳۶۰ شورای عالی دفاع مسئله طرح ومقدر گردید که ستاد تبلیغات شورای عالی دفاع از این پس تحت عنوان ستاد تبلیغات جنگ با همان وظایف ومسئولیت سابق در ارتباط با دفتر فرماندهی کل نیروهای مسلح جمهوری اسلامی ایران کار خود را ادامه دهد. ستاد تبلیغات جنگ از همه وسائل ارتباط جمعی، نهادها وسازمانهای کشوری ولشکری می‌خواهد که در این شرایط با آگاهی مردم قهرمان ومسلمان ایران از واقعیات جنگ که جنبه حیاتی دارد وهماهنگی اطلاعات وتبلیغات مربوط به جنگ نقش اساسی را در دستیابی به پیروزی نهایی می‌تواند داشته باشد، نهایت همکاری را با این ستاد انجام دهند.
بدیهی است همه اطلاعات واخبار ومسائل مربوط به جنگ باید منحصراًاز طریق این ستاد هماهنگ گردد.
اعظای شورای عالی دفاع رئیس‌جمهور، نخست‌وزیر، فرماندهان ارتش و سپاه، وزرای خارجه، اطلاعات و نمایندگان ویژه از سوی سید روح‌الله خمینی، سید علی خامنه‌ای و مصطفی چمران بودند. ستاد تبلیغات جنگ که به ریاست کمال خرازی اداره می‌شد، برای انجام فعالیت‌های خبری و سیاست گذاری خبری تبلیغات و فرهنگی جنگ تأسیس شد. این ستاد به تنظیم و انتشار مجموعه تصاویر، عکس‌ها، اسناد و خاطرات رزمندگان در جبهه‌ها نمود. این ستاد تا پایان جنگ فعال بود و پس از آن منحل گردید.